# Gradacja (językoznawstwo)
Gradacja, stopniowanie – proces morfologiczny pozwalający na różnicowanie przymiotników i przysłówków pod względem intensywności danej cechy. Kategorią gramatyczną wyrażającą gradację jest stopień.
Większość języków indoeuropejskich wyróżnia trzy stopnie: równy, który opisuje samą cechę, bez informacji o jej intensywności (np. pol. duży, ciężki, miły), wyższy, który wskazuje na większą intensywność (większy, cięższy, milszy), oraz najwyższy, który wskazuje na największą intensywność (największy, najcięższy, najmilszy).
W niektórych językach, np. w walijskim, występuje tzw. ekwatyw, wskazujący na taką samą intensywność cechy (np. hyned „tak samo stary, jak”). Stopień może być wyrażany syntetycznie za pomocą afiksów fleksyjnych (cięż-szy, naj-cięż-szy), lub analitycznie za pomocą przydawki (bardziej wymagający).
Z kolei w języku włoskim istnieją aż dwa stopnie najwyższe – względny (relativo) i bezwzględny (assoluto). Względny jest używany w porównaniach, a bezwzględny do opisywania rzeczy, bez porównywania jej z inną – dokładniej to do pokazywania, że określona cecha danego obiektu ma obiektywnie wysokie natężenie. Stopień najwyższy względny jest zazwyczaj tłumaczony na polski za pomocą faktycznego stopnia najwyższego, a bezwzględny – za pomocą stopnia równego z przysłówkiem „bardzo”, np.:
- stopień równy – lungo (długi)
- stopień wyższy – più lungo (dłuższy)
- stopień najwyższy względny – il più lungo (najdłuższy – ale niekoniecznie obiektywnie długi, bo np. najdłuższy patyk z danego zbioru może być w rzeczywistości obiektywnie krótki, jeżeli po prostu wszystkie pozostałe elementy tej grupy są krótsze od niego)
- stopień najwyższy bezwzględny – lunghissimo (bardzo długi – a więc charakteryzujący się obiektywnie dużą długością).[1]